# Флаута-кичма
Флаута-кичма (рус. Флейта-позвоночник) песма је коју је написао руски песник Владимир Владимирович Мајаковски.
Написана је јесени 1915. године, а први пут објављена у децембру исте године у Взјал (рус. Взял) алманаху. Била је у великој мери цензурисана. Тек марта 1919. године појављује се нескраћена верзија, у Сабраним делима Владимира Мајаковског 1909—1919.
Песма се бави темом страствене љубави бачене пред стопала жене којој и даље више прија сигурно уточиште породичног и друштвеног положаја које јој је пружио њен успешни супруг, осветољубива Божја суровост, смрт и самоубиство.

## Текст
| И небо, што заборави у диму да је плаво, и облаке исцепане као избеглице, озарићу својом последњом љубављу, што као јектичавог румени се лице. И надвисићу комешања ова, оних који заборавише нежност и дом. Чујте, људи! Изађите из ровова, па после доратујте. Чак и кад од крви пијан, клатећи се као Бахус, рат крочи, ни тад да с ума љубавне речи сметнеш. Мили Немци! Знам, у вашем даху Гетеова је Гретхен. Француз смешећи се на ножу мре, и с осмехом се руши погођен авијатичар, ако се сете пољупца отпре твог, Травијата. Ал’ доста ми је ружичасте мекоте, коју столећа подносе. На колена испред нове лепоте, нашминкане, што славим, риђокосе! Можда од времена овог, од бајонета оштријег, када столећа побели брада, остаћемо само ти и ја, што бацам се за тобом од града до града. | Ако преко мора одеш нагло, скршивши се у рупу ноћи густе — утиснућу у тебе кроз лондонску маглу фењера огњене усне. Истегнеш ли каравне кроз пустињску зегу, где лавови су заседу заузели — прислоницу ти под пешчаним брегом образ као Сахара врели. Моћни, ако затребам им — рећи ће ми: Иди, погини у рату! Последње биће твоје име на уснама поцепаним гранатом. Под круном свршићу? На Светој Јелени? Оседлав зивота таласе-вранце, једнак сам кандидат за цара васељене и за ланце. Одређен сам да будем нов цар — твоје лишће ту је, на сунцаном злату мога новца наредићу да се искује. А тамо где свет је ко тундра олињо, где тргујући с ветром река се пробија; на ланцу изгрепшћу име Љиљино и изгубицу га у мраку робије. Слусајте ви сто заборависте да небо је плаво, накострешени као звер клета! Ово што се зари ко лице јектичавог можда је последња љубав света. |